# Stephan Seiler
Stephan Seiler (* 16. September 2000 in Fortaleza) ist ein schweizerisch-brasilianischer Fussballspieler, der seit 2023 für die AC Bellinzona spielt.

## Karriere

### Verein
Seiler begann seine Karriere im Jahr 2005 beim FC Wetzikon, bevor er 2013 in die Jugend des FC Zürich wechselte. Beim FCZ wurde er zur Saison 2018/19 in das Kader der zweiten Mannschaft befördert. Sein Debüt in der Promotion League, der dritthöchsten Schweizer Spielklasse, gab er am 25. August 2018 (5. Spieltag) beim 1:1 gegen den FC Bavois, als er in der 59. Minute für Yassin Maouche eingewechselt wurde. Bis Saisonende kam er zu 19 Einsätzen für den FCZ II, wobei er ein Tor erzielte.
In der Spielzeit 2019/20 spielte er 15-mal für die zweite Mannschaft, die sich wie im Vorjahr in der Abschlusstabelle auf dem 13. Rang platzierte, bevor er im späteren Saisonverlauf in das Kader der ersten Mannschaft befördert wurde. Er debütierte in der Super League, der höchsten Schweizer Spielklasse, am 19. Juni 2020 (24. Spieltag) beim 2:3 gegen den BSC Young Boys, als er in der 62. Minute für Marco Schönbächler in die Partie kam. Bis zum Ende der Saison absolvierte er acht Erstligaspiele, der FCZ beendete die Spielzeit als Siebter. Mit dem FC Zürich feierte Seiler seinen ersten Titel als Schweizer Fussballmeister 2021/2022 in der Super League. Am 1. September 2022 wechselte Seiler leihweise für ein halbes Jahr zum FC Winterthur. Im Sommer 2023 wechselte er zur AC Bellinzona in die Challenge League.

### Nationalmannschaft
Seiler spielte bislang insgesamt 17-mal für Schweizer Juniorennationalmannschaften (ein Tor). Sein Länderspieldebüt in der U16 Auswahl gab er am 17. September 2015, einen Tag nach seinem 15. Geburtstag, gegen Italien U16.